# Championnat du Liban de football 2015-2016
Navigation
Saison précédente Saison suivante
La saison 2015-2016 du Championnat du Liban de football est la cinquante-sixième du championnat de première division libanaise. Le championnat regroupe les douze meilleures formations du pays au sein d'une poule unique où elles s'affrontent deux fois, à domicile et à l'extérieur. En fin de saison, les deux derniers du classement sont relégués et remplacés par les deux meilleurs clubs de deuxième division.
C'est le Safa Beyrouth qui remporte le championnat cette saison après avoir terminé en tête du classement final avec un seul point d'avance sur le tenant du titre, Al-Ansar Club et sept sur Nejmeh SC. Il s'agit du troisième titre de champion du Liban de l'histoire du club.

## Les clubs participants
| - Al-Ansar Club - Safa Beyrouth - Nejmeh SC - Shabab Al Sahel - Tripoli SC - Al Ijtima'ih Tripoli - Promu de D2 | - Salam Zgharta - Al Hikma - Promu de D2 - Nabi Sheet - Al Ahed Beyrouth - Racing Club de Beyrouth - Shabab Al-Ghazieh |

## Compétition

### Classement
| Rang | Équipe                  | Pts | J  | G  | N  | P  | Bp | Bc | Diff |
| ---- | ----------------------- | --- | -- | -- | -- | -- | -- | -- | ---- |
| 1    | Safa Beyrouth           | 52  | 22 | 16 | 4  | 2  | 46 | 18 | +28  |
| 2    | Al Ahed BeyrouthT       | 51  | 22 | 16 | 3  | 3  | 54 | 14 | +40  |
| 3    | Nejmeh SCC              | 45  | 22 | 13 | 6  | 3  | 35 | 19 | +16  |
| 4    | Al-Ansar Club           | 42  | 22 | 12 | 6  | 4  | 37 | 20 | +17  |
| 5    | Shabab Al Sahel         | 35  | 22 | 10 | 5  | 7  | 37 | 27 | +10  |
| 6    | Tripoli SC              | 27  | 22 | 7  | 6  | 9  | 28 | 31 | -3   |
| 7    | Racing Club de Beyrouth | 26  | 22 | 7  | 5  | 10 | 19 | 27 | -8   |
| 8    | Nabi Sheet -6           | 23  | 22 | 9  | 2  | 11 | 31 | 30 | +1   |
| 9    | Al Ijtima'ih TripoliP   | 23  | 22 | 6  | 5  | 11 | 29 | 43 | -14  |
| 10   | Salam Zgartha           | 16  | 22 | 4  | 4  | 14 | 25 | 44 | -19  |
| 11   | Shabab Al-Ghazieh       | 10  | 22 | 0  | 10 | 12 | 18 | 41 | -23  |
| 12   | Al HikmaP               | 9   | 22 | 1  | 6  | 15 | 17 | 62 | -45  |

|  | Qualification pour la Coupe de l'AFC 2017                              |
|  | Relégation en deuxième division                                        |
|  | T : Tenant du titre C : Vainqueur de la Coupe du Liban P : Promu de D2 |

## Bilan de la saison
| Championnat du Liban de football 2015-2016                        |                          |
| Champion                                                          | Safa Beyrouth (3e titre) |
| Coupes et trophées                                                |                          |
| Vainqueur de la Coupe du Liban 2015-2016                          | Nejmeh SC                |
| Qualifications continentales                                      |                          |
| Coupe de l'AFC 2017                                               | Safa Beyrouth            |
| Coupe de l'AFC 2017                                               | Nejmeh SC                |
| Promotions et relégations                                         |                          |
| Promus en Premier League                                          | Al Tadamon Tyr           |
| Promus en Premier League                                          | Al Akha Ahly             |
| Relégués en Championnat du Liban de football de deuxième division | Shabab Al-Ghazieh        |
| Relégués en Championnat du Liban de football de deuxième division | Al Hikma                 |